# Auguste Navez

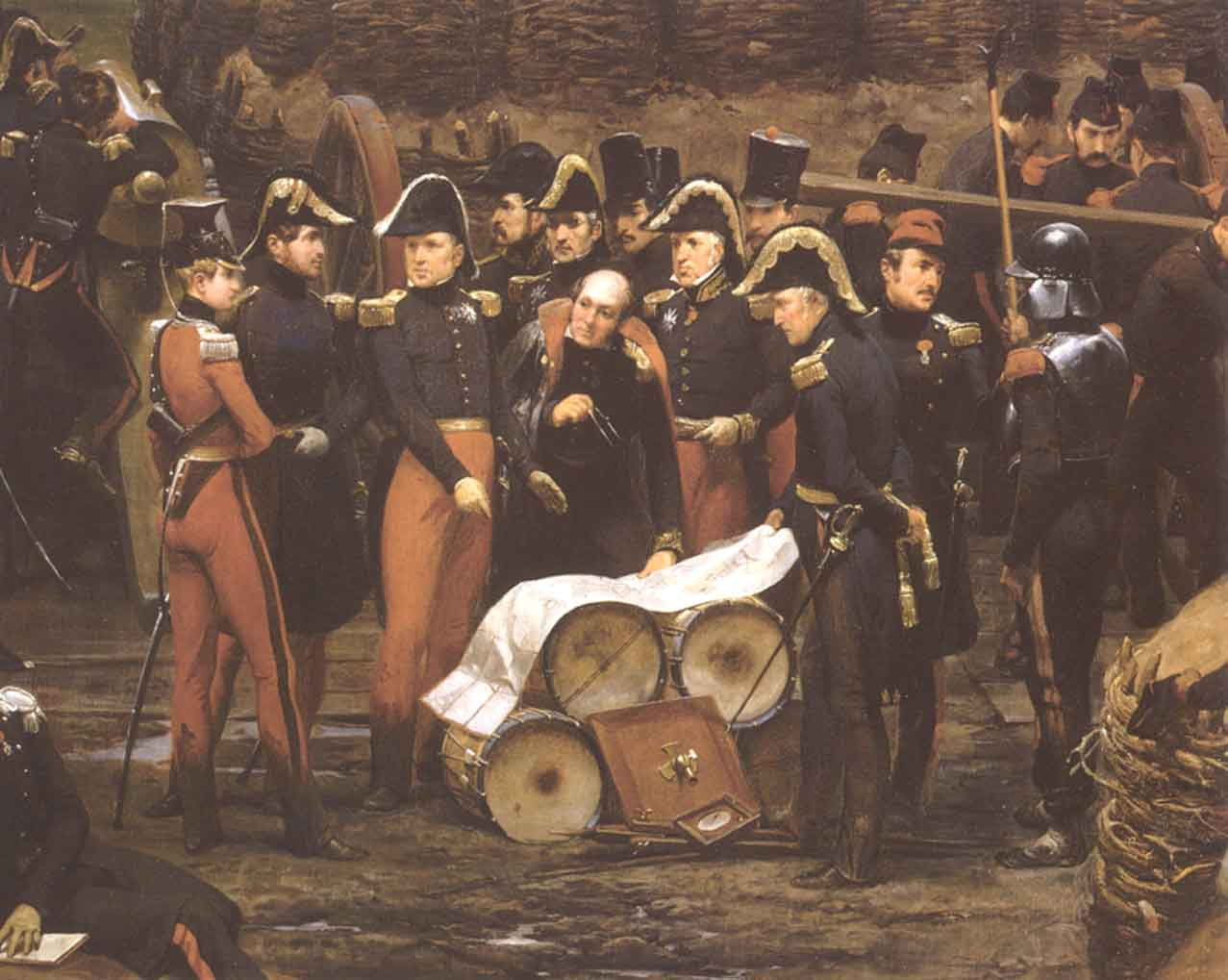
Beleg van Antwerpen tegen de Nederlanders (1832). De jonge rekruut Navez leerde er wat artillerie is.

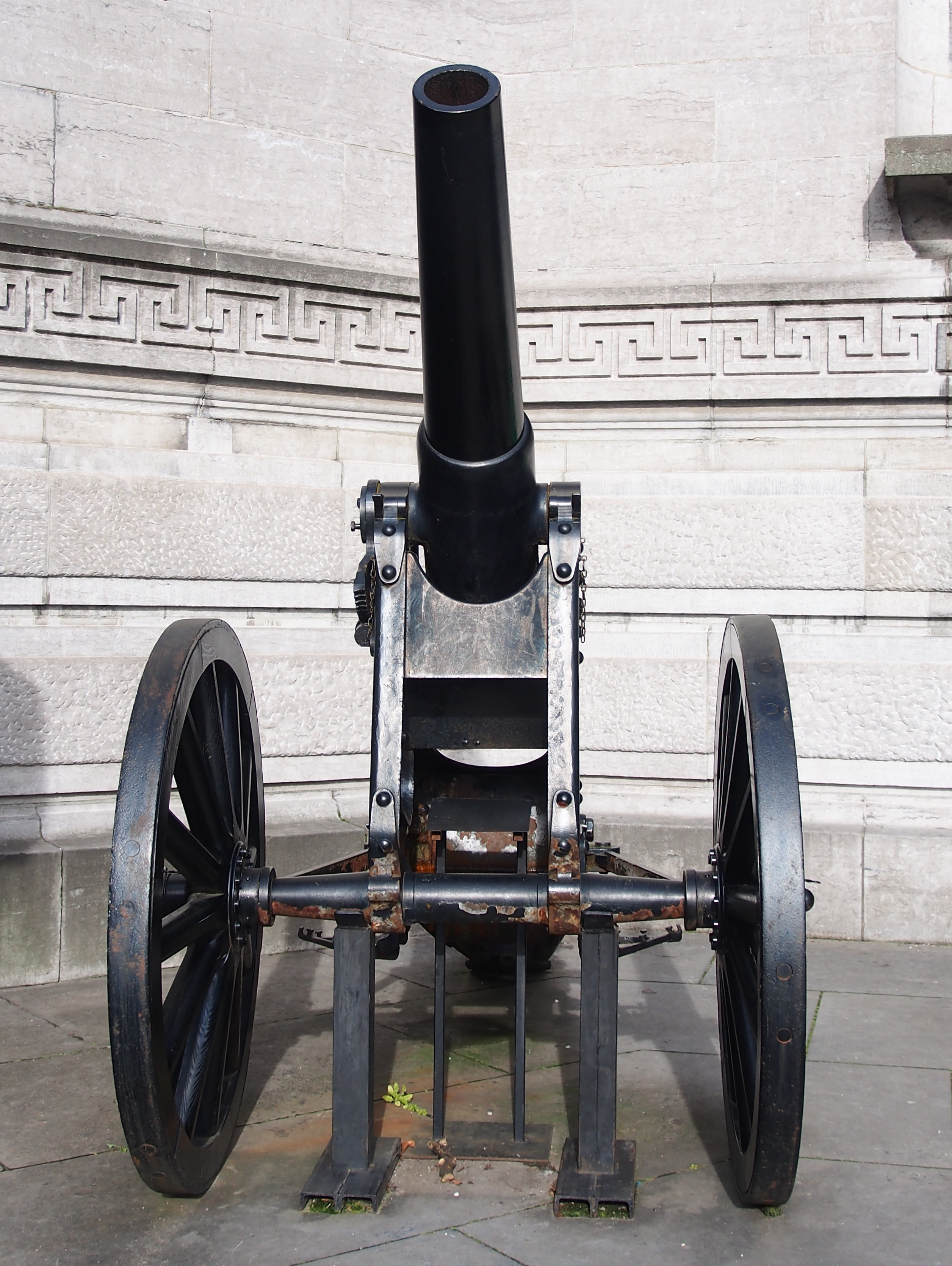
Kanon van het Belgisch leger uit de 19e eeuw. Koninklijk Museum van het Leger, Brussel.

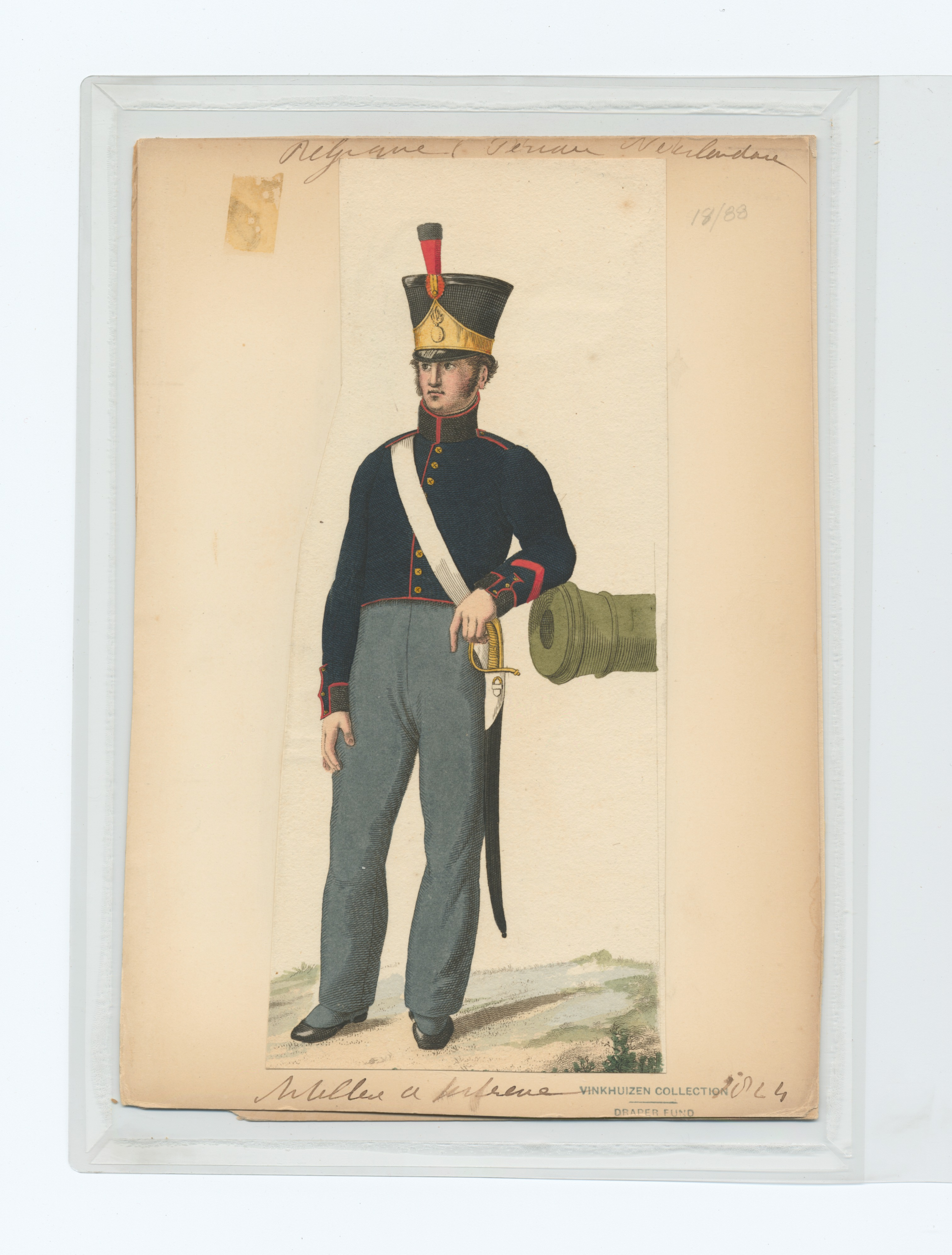
Belgisch artillerist uit de 19e eeuw.

Auguste Joseph Antoine Navez (Brussel, 27 januari 1816 – Schaarbeek, 15 februari 1903) was een officier in het 19e-eeuws België. Hij deed proefondervindelijk onderzoek in de ballistiek en ontwikkelde een elektromagnetisch meettoestel dat zijn naam droeg.

## Levensloop
Tijdens zijn middelbare studies in Brussel maakte Navez de Belgische Omwenteling mee (1830). Na het middelbaar onderwijs volgde hij de Koninklijke Militaire School. Hij zat in de sectie Artillerie. Als jonge rekruut werd hij naar het Beleg van Antwerpen gestuurd, waar het Nederlandse leger de citadel verdedigde (1832). Navez deed er eenvoudige opdrachten ter voorbereiding van de vuursalvo’s tegen de Nederlanders. Belgen en Fransen bedwongen de overgave van Antwerpen. Nadien werd Navez officier in de artillerie (1834). Hij bekwaamde zich in de beschietingen, en dit tijdens schietoefeningen in Brussel. Vanaf 1839 combineerde Navez zijn functie als officier van de artillerie met proeven in een wapenfabriek in Luik. Hij zou dit de rest van zijn carrière doen. Navez viel op door de zorg waarmee hij proeven bedacht en uitvoerde voor de wapenfabrikant.
Kolonel baron Adrien Wittert merkte de jonge Navez op en berichtte regelmatig het Belgisch opperkommando.  Adrien Wittert was een zoon van Adriaan Wittert, een Nederlands-Belgisch generaal. Van 1847 tot 1850 was Navez ordonnansofficier van de (ondertussen) generaal Adrien Wittert. Navez had op dat ogenblik de graad van kapitein-commandant.
Navez wierp zich meer en meer op de proeven in ballistiek in Luik. Hij was de uitvinder van een elektromagnetisch toestel dat de snelheid kon meten waarmee kanonnen kanonballen afschoten. Het toestel kreeg zijn naam. Het was een van de eerste toepassingen van elektriciteit in de fysica voor militair gebruik. Door het meten van de snelheid konden de artilleristen de doelwitten precies instellen.
Navez had alle stappen in het ontwikkelingsproces van het toestel nauwkeurig bijgehouden. In 1849 werden de kleinschalige proeven uit Luik bevestigd in grote schietoefeningen in de Polygoon in Brasschaat. De proeven in deze citadel waren een succes. In 1850 nam de Belgische minister van Oorlog Chazal een patent op het toestel. De Belgische overheid nam de kosten op zich van de patentname en gaf de naam van Navez aan het toestel. Nadien nam de Luikse wapenfabrikant de productie op zich. De Belgische artillerie kocht de meettoestellen type Navez aan. De interesse van het buitenland was ondertussen gewekt. Navez publiceerde het ene rapport na het andere.
Buitenlandse militairen kwamen in Brasschaat demonstraties met het toestel Navez bijwonen, ofwel trok Navez naar het buitenland. Zo ging hij naar de militaire academie van Breda, naar Metz, Pruisen en Oostenrijk. De Russische ambassade bracht meerdere bezoeken aan Navez; Navez besteedde veel tijd met de Russische militairen, die zijn proeven succesvol herhaalden in Rusland.
Navez werd majoor in 1859 doch moest om gezondheidsproblemen thuisblijven. Hij publiceerde verder. Vervolgens nam zijn pensioen in 1871 en werd, omwille van de eer, bevorderd tot luitenant-kolonel in 1873.
Hij stierf in 1903 in Schaarbeek, naast Brussel, en werd met militaire eer begraven. Tot zijn militaire onderscheidingen behoorden de Orde van Leopold I van België, de Orde van de Nederlandse Leeuw, de Orde van Karel III van Spanje, de Orde van de Dannebrog van Denemarken, de Orde van Sint-Olaf van Noorwegen, de Leopoldsorde van Oostenrijk, de Orde van Sint-Vladimir van Rusland en de Orde van de heilige Maurice en Lazare van Frankrijk.

## Werken
De volgende rapporten en publicaties over de ballistiek zijn van van de hand van Navez:
- Rapport adressé à Monsieur le lieutenant général de Liem, inspecteur-général de l’artillerie sur des expériences faites à Liège en 1850, au moyen d’un appareil électro-balistique, dans le but de rechercher l’influence qu’excercent différents modes de chargement sur les vitesses initiales (1851)
- Rapport sur des expériences faites à Liège en 1851-1852, au moyen d’un appareil électro-balistique, système Navez, dans le but de rechercher l’influence de l’angle de tir et de la densité du projectile sur la vitesse initiale (1852)
- Application de l’électricité à la mesure de la vitesse des projectiles (1853)
- Expériences de balistique exécutées en Russie dans le courant de l’année 1858 (1859)
- Instruction sur l’appareil électro-balistique du capitaine Navez; avec atlas (1859).[3] Dit boekje had enkele herdrukken.[4]
- Discussion sur les appareils électro-balistiques (1864)
- Considérations sur les expériences de balistique en ce qui concerne la mesure du temps (1865)
- Note sur un nouveau système de chronométrie électro-balistique (1869)

In zijn latere jaren interesseerde Navez zich bijzonder in de telefonie, een techniek die opkwam in die tijd. Zijn publicaties over telefoongebruik met militaire doeleinden zijn:
- Réponse de monsieurs Navez père et fils sur la théorie du téléphone (1878) Dit werk schreef hij samen met zijn zoon.
- Discussion sur la Théorie du téléphone entre M Th. Du Moncel et M. Navez (1878)

Een laatste onderwerp in zijn publicatielijst betreft zijn jeugdjaren tijdens het beleg van Antwerpen (1832). Hij beschreef er hoe hij de stiel van artillerist leerde:
- Les aspirants d’artillerie au siège de la citadelle d’Anvers et autres souvenirs de jeunesse (1884).